# Buddhistická ekonomie
Buddhistická ekonomie je duchovní a filozofický přístup ke studiu ekonomie. Zkoumá psychologii lidské mysli a emoce, které řídí ekonomickou činnost, obzvláště koncepty jako je úzkost, aspirace a sebeaktualizace. Podle svých proponentů má buddhistická ekonomie za cíl vyjasnit, co je škodlivé a co za prospěšné v řadě lidských činností, zahrnujících spotřebu zboží a služeb, a konečně se snažit udělat z lidí eticky vyspělé jedince. Záměrem této ideologie je najít střední cestu mezi čistě všední společností a mezi nehybnou konvenční společností.
Nejzákladnějším prvkem buddhistické ekonomie je pohled na lidi jako na sebe navzájem závislé bytosti, které jsou zároveň závislé na přírodě.
Srílanský ekonom Neville Karunatilake napsal: „Buddhistický ekonomický systém je zakotvený ve snaze o vývoj kooperativního a harmonického soužití. Sobectví a snaha o zisk budou eliminovány skrz vývoj člověka samého. Karutinake vnímá vládu buddhistického krále Ashoky jako ztělesnění principů buddhistické ekonomiky.
Bhútánský král Jigme Singye Wangchuk a jeho vláda prosazují od roku 1972 koncept hrubého národního štěstí (GNH), který je založený na buddhistických duchovních hodnotách, jako protiklad k měření vývoje země pomocí hrubého domácího produktu (HDP). Toto představuje závazek k budování ekonomiky, která by sloužila bhútánské kultuře založené na buddhistických duchovních hodnotách, namísto materiálnímu rozvoji, jež reprezentuje např. pouhé měření HDP.
Profesorka ekonomie z USA Clair Brown založila rámec buddhistické ekonomie, který propojuje přístup podle potenciálu Amartyy Sen se sdílenou prosperitou a udržitelností. V jejím modelu buddhistické ekonomie je hodnocení ekonomiky založeno na tom, jak dobře je schopna poskytnout vysokou kvalitu života všem a zároveň chránit životní prostředí. Kromě spotřeby /domácí výroby, měří také rovnost, udržitelnost a činnosti, které dávají lidskému životu smysl. Blahobyt člověk tak závisí na kultivaci vnitřního/duševního bohatství stejně jako toho vnějšího/hmotného bohatství.
Buddhistická ekonomie má za to, že skutečně racionální rozhodnutí mohou být učiněna pouze tehdy, když porozumíme tomu, co nás vede k uskutečňování iracionálních rozhodnutí. Když lidé pochopí, jak vzniká touha, pak pochopíme i, že jí všechno bohatství na tomto světě nedokáže uspokojit. Když si lidé uvědomí univerzálnost strachu, tak budou mít více soucitu ke všem bytostem. A proto tento duchovní přístup k ekonomii nespoléhá na teorie a modely, ale na přirozenou sílu lidského důvtipu, empatie a ukázněnosti. Z perspektivy buddhisty nemůže být ekonomie oddělena od jiných proudů vědění. Ekonomie je jen jedním z prvků společného úsilí o vyřešení problémů lidstva a buddhistická ekonomie s ní pracuje s cílem, dosažení společného cíle společenské, osobní a environmentální dostatečnosti.

## Historie
Buddhistická etika byla poprvé aplikována při správě státní ekonomiky během vlády indického buddhistického císaře Ašóky (cca 268 až 232 př. n. l.). Panování Ashoky je známé pro svůj rozsáhlý filantropický program a program veřejných staveb, který budoval nemocnice, hostely, parky a přírodní rezervace.
Termín „buddhistická ekonomie“ byl poprvé použit E. F. Schumacherem v roce 1995, když cestoval do Barmy jako ekonomický poradce premiéra U Nu. Tento termín byl použit v jeho eseji pojmenované „Buddhistická ekonomie“, která byla vydána poprvé v roce 1966 v knize Asia: A Handbook, a znovu publikována v jeho vlivné sbírce Small is Beautiful (1973). Momentálně používají termín následovníci Schumachera a učenci buddhistického směru Theravada jako Prayudh Payutto, Padmasiri De Silva a Luang Por Dattajivo.
První konference Platformy pro výzkum buddhistické ekonomie se konala v maďarské Budapešti od 23. do 24. srpna 2007. Druhá konference se konala na univerzitě Ubon Ratchathani University v Thajsku od 9. do 11. dubna 2009.

## Obecný pohled na ekonomii
Na rozdíl od tradiční ekonomie, buddhistická ekonomie bere v potaz i dění po konzumaci produktu, sleduje jak trendy působí na tři vzájemně propojené aspekty lidské existence: jedince, společnost a životní prostředí. Například, kdyby nastal nárůst konzumace cigaret, buddhistická ekonomie by zkoumala, jak to ovlivní životní prostředí, zkoumala by dopady rizika aktivního a pasivního kouření a různá zdravotní rizika, která tento nárůst ponese. Vzala by tím v potaz i etickou stránku ekonomie. Na etický aspekt je pak nahlíženo zčásti jako na důsledky, které mohou nastat a zčásti jako na skutečnosti, které ke stavu vedly.
Buddhistický náhled připisuje práci tři funkce: dát člověku šanci použít a rozvinout jeho schopnosti, umožnit mu dostat se z iluze osobní soběstačnosti zapojením se do všedních činností s ostatními lidmi; a vytvářet zboží a služby potřebné k zajištění lepší existence.

## Rozdíly mezi tradiční a buddhistickou ekonomií
Existuje řada rozdílů mezi tradiční a buddhistickou ekonomií:
- Zatímco ve středu tradiční ekonomie stojí zájem o samu sebe, o „já“, buddhistická ekonomie vnáší námitky a mění koncept „já“ na Anatta, tedy „ne-já“. To předpokládá, že věci vnímané skrze naše smysly jsou naše, že nám patří, ale ve skutečnosti tomu tak není a lidé by se měli od tohoto pocitu oprostit.  Budhističtí ekonomové si myslí, že přístup k etice vedený sebezájmem a oportunismem vždy ztroskotá. Podle buddhistické ekonomie je štědrost použitelný model lidské vzájemnosti, protože lidé jsou homines reciprocantes, což česky znamená bytosti, které mají tendenci opětovat emoce (jak pozitivní, tak negativní) tím způsobem, že vrací zpět více než jim bylo prve dáno.[13]

- Tradiční ekonomové kladou důraz na maximalizaci zisku, zatímco zásadním principem buddhistické ekonomie je minimalizace utrpení (ztrát) všech živých i neživých bytostí. Výzkumy prokazují u lidí větší citlivost na ztrátu než na zisk, a docházejí k závěru, že by se lidé měli více soustředit na minimalizování ztrát.

- Existuje rozdílný přístup ke konceptu touhy. Tradiční ekonomie povzbuzuje hmotné bohatství a touhu, kde se lidé snaží nahromadit co nejvíce materiálního bohatství, aby tyto tužby ukojili. Buddhistická ekonomie přisuzuje větší důležitost zjednodušení lidských tužeb. Podle buddhistických ekonomů by měly být jiné materiální touhy než po základních potřebách jako jídlo, bydlení, oblečení a léky, minimalizovány. Buddhističtí ekonomové říkají, že všeobecné blaho se snižuje, když se lidé ženou po naplnění bezvýznamných tužeb; chtít míň prospěje nejen jedinci, ale i společnosti ve které žijeme a celkově i přírodě.[13]

- Liší se i pohled na trh. Zatímco mnoho ekonomů obhajuje maximalizaci trhu do bodu nasycení, buddhističtí ekonomové mají za cíl minimalizaci násilí. Tradiční ekonomové neberou v potaz „prvotní zainteresované subjekty“, jako budoucí generace a svět přírody, protože s jejich hlasem se nepočítá jako s kupní silou. Myslí si, že chudí a marginalizovaní jsou na trhu méně přítomni, protože nemají dostatečně velkou kupní sílu a přednost tak dostane nejsilnější zainteresovaný subjekt. Proto věří, že trh reprezentuje ekonomiku. Buddhističtí ekonomové tak obhajují áhinsa neboli nenásilí. Áhinsa zabraňuje jakémukoli konání, které způsobí utrpení sobě nebo ostatním a pobízí k hledání řešení participativním způsobem. Community supported agriculture je jeden takový příklad komunitně založené ekonomické aktivity. Buddhističtí ekonomové věří, že community supported agriculture pěstuje důvěru, pomáhá budovat komunitu a sbližuje lidi s krajinou a se zdrojem jídla. Zasazují se o dosáhnutí této udržitelnosti a nenásilí, jež vyžadují restrukturalizaci dominantního uspořádání moderních obchodu. To vede k odebrání důrazu na maximalizaci zisku jako nejvyššího cíle a obnovení důrazu na zavádění malých, místně přizpůsobitelných, základních ekonomických aktivit.[13]

- Tradiční ekonomové se snaží o maximalizaci instrumentálního užitku, kdy se hodnota entity odvozuje od jejího marginálního přispění k tvorbě produkce, zatímco buddhističtí ekonomové jsou toho názoru, že skutečná hodnota entity se tímto způsobem nemůže naplnit ani dosáhnout své důležitosti. Buddhističtí ekonomové se pokoušejí o zrušení takového instrumentálního užívání a tvoří pečující organizace, kde bude odměňování založeno na důvěře mezi managementem a zaměstnanci a na důvěře zaměstnanců mezi sebou.[13]

- Tradiční ekonomové mají sklony věřit, že čím více, tím lépe. Buddhističtí ekonomové věří že: “Malé je milé.“ a že méně je více.[13]

- Tradiční ekonomie klade důraz na hrubý domácí produkt, zatímco ta buddhistická na GNP.[14]

## Další ideje, přesvědčení a názory
Buddhističtí ekonomové si myslí, že dokud je práce vnímána zaměstnanci jako neužitečná a zaměstnanci zaměstnavatelem jako nutné zlo, pravý potenciál zaměstnanců a zaměstnavatele nebude naplněn. V takové situaci budou zaměstnanci vždy preferovat příjem bez práce a zaměstnavatelé způsob produkce nevyžadující zaměstnance. Myslí si, že pokud vskutku oceníme povahu práce, budeme ji považovat za stejně důležitou pro mysl, jako je jídlo pro tělo. Vyživí člověka a bude ho motivovat, aby se snažil co nejvíce. Zboží by podle nich nemělo být více důležité než lidé a spotřeba více důležitá nežli tvořivá činnost. Pokud je tomu jinak, soustředíme se namísto na pracujícího na výsledky práce, místo na lidi upíráme pozornost na nelidské věci, a to je špatně.
Podle nich se lidé necítí svobodní díky majetku, ale díky oddanosti majetku. Podobně je touha po cetkách a ne radost, kterou by přinášely, to, co brání lidstvu v pokroku.
Buddhističtí ekonomové neuznávají měření životního standardu mírou spotřeby, protože podle nich je získání nejvyššího životního standardu při minimální spotřebě více důležité než zajištění vysokého životního standardu vysokou mírou spotřeby. Neuznávají proto, že je někdo na tom „lépe“, jen protože spotřebovává více, není to pro ně opravdové měřítko štěstí.
Z perspektivy buddhistického ekonoma je nejvíce racionální způsob ekonomického života následující: soběstačný a produkující z místních zdrojů pro místní potřeby, závislost a produkce pro export je ospravedlnitelná pouze ve výjimečných případech a v malém měřítku. Proto věří v ekonomický rozvoj nezávislý na cizí pomoci.
Důležitost se přikládá přírodním zdrojům, jak obnovitelným, tak neobnovitelným. Neobnovitelné zdroje by se měly používat pouze v nejnutnějších případech, nejopatrněji a podle jasného podrobného plánu. Užívání těchto zdrojů nadměrně je násilné, a tudíž v nesouladu s buddhistickou vírou v nenásilí. Pokud jako populace spoléháme na neobnovitelné zdroje, pak se chováme jako parazit, který žije z kapitálu, a ne z příjmu. Navrch povede nerovné rozdělení a stále narůstající zneužívání těchto zdrojů k násilí mezi lidmi.
Věří také, že k pocitu uspokojení nemusí docházet jen pokud dostaneme něco hmotného výměnou za něco hmotného, jak je tomu v tradiční ekonomii. Pocit uspokojení může být dosažen i oproštěním se od hmotné věci bez výměny za jinou. Například když dáváme dárek jen proto, abychom potěšili druhého.
Buddhističtí ekonomové vnímají slovo výroba jako zavádějící. Pro vyrobení něčeho nového musí být vždy zničena forma něčeho starého. A proto se výroba a spotřeba navzájem doplňují. Uvažujeme-li takto, pak upřednostníme omezení výroby v některých případech, pro zachování přírodních zdrojů a abychom se chovali jako zodpovědní a uvědomělí členové společnosti.

## Střední cesta života
Koncept „střední cesty“ říká, že čas na práci by měl být rozdělen mezi výrobu a meditaci, tak aby byl optimálně zužitkován meditací, která přispěje snížení spotřeby a dosáhnutí větší spokojenosti s tím co máme a umožnit nám ocenit práci, která vedla k výrobě těchto věcí. V ekonomickém jazyce bychom řekli, že krajní produktivita práce použité k výrobě zboží je rovna krajnímu užitku meditace ve schopnosti snížit spotřebu zboží, aniž by snížila míru spokojenosti s tímto zbožím.